# Bunmi Banjo
Bunmi Banjo là một nhà lãnh đạo doanh nghiệp, một chuyên gia tiếp thị và chiến lược, với sự nghiệp trải dài trên nhiều ngành công nghiệp. Bao gồm các dịch vụ xã hội, dầu khí, dịch vụ tài chính và công nghệ. Bunmi hiện chịu trách nhiệm về Thương hiệu và Uy tín của Google tại Châu Phi. Cô đầy nỗ lực dẫn dắt công ty trong việc thúc đẩy kỹ năng số cho hàng triệu thanh thiếu niên trên khắp lục địa.

## Đầu đời và giáo dục
Bunmi được sinh ra ở Canada với cha mẹ là người Nigeria đến từ Ijebu, bang Ogun, Nigeria và là con cả trong gia đình ba người con. Cô theo học Học viện Chính phủ Liên bang, Suleja, nơi cô là thành viên của lớp khai mạc chương trình trung học của Nigeria dành cho học sinh có tiềm năng tài năng.
Bunmi lấy bằng Cử nhân Tâm lý học năm 2000 tại Đại học Toronto và bằng MBA năm 2007 từ Trường Quản lý Kellogg tại Đại học Tây Bắc.

## Kinh nghiệm làm việc
Công việc đầu của Bunmi gồm những quãng thời gian làm việc ngắn cho Tập đoàn Chevron, Discover Financial Services, and TD Canada Trust.
Vào năm 2012, cô đã gia nhập Google nơi cô hiện đang nỗ lực cùng công ty để đào tạo hàng triệu người thông qua chương trình Kỹ năng số tại Châu Phi của Google.
Bunmi cũng đã được các phương tiện truyền thông trích dẫn phổ biến bao gồm CNN, Al Jazeera network, CNBC Africa, Financial Times, This Day, The Punch, và The Guardian (Nigeria) newspapers.
Bunmi được liệt kê là một trong những người đồng sáng lập và CMO của một nền tảng đặt phòng giải trí có tên là Fezah.